# Hillsborough County (Florida)
Hillsborough County is een county in de Amerikaanse staat Florida.
De county heeft een landoppervlakte van 2.722 km² en telt 998.948 inwoners (volkstelling 2000). De hoofdplaats is Tampa.

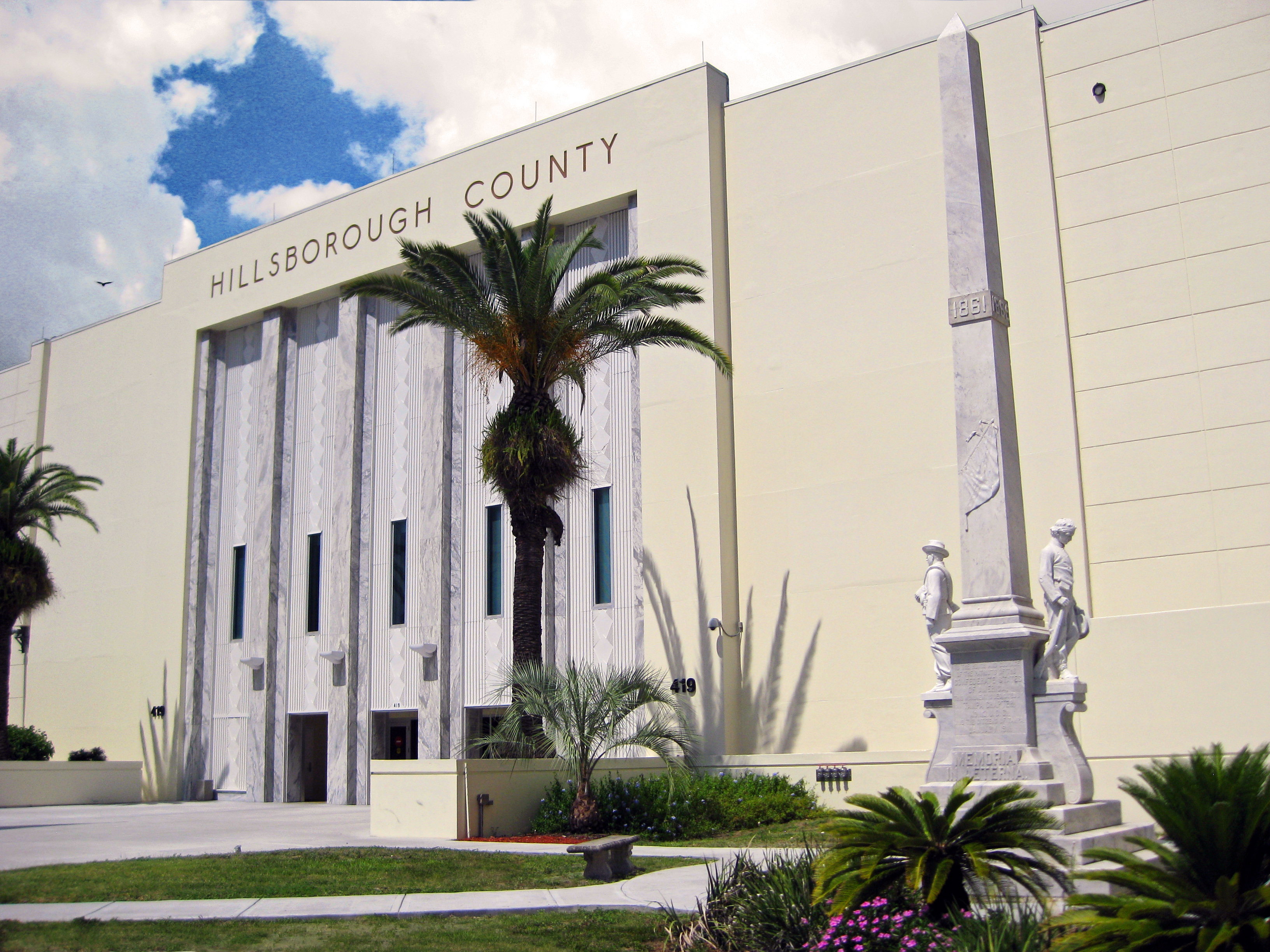
Hillsborough County Courthouse